# Teano (metrostation)

Teano is een metrostation in het stadsdeel municipio VI van de Italiaanse hoofdstad Rome. Het station werd geopend op 29 juni 2015 en wordt bediend door lijn C van de metro van Rome. Vlak ten noorden van het station ligt de Villa Giordiani.

## Geschiedenis
Lijn C ten oosten van de binnenstad werd begin de jaren 90 van de twintigste eeuw vooral geïnitieerd als vervanger van de sneltramdienst langs de Via Casilina. Het metrotraject tussen Lodi en Centocelle werd echter ontworpen door de woonwijken tussen de Via Casilina en de Via Prenestina. Nadere uitwerkingen in het begin van de 21e eeuw kende meerdere aftakkingen van de lijn. Zo zou bij Teano een aftakking komen naar Ponte Mammolo in het noorden. Dit project is echter in 2013 opgeschort zodat ten oosten van het station alleen de tunnel naar het zuiden, richting Via Casilina, is gebouwd.

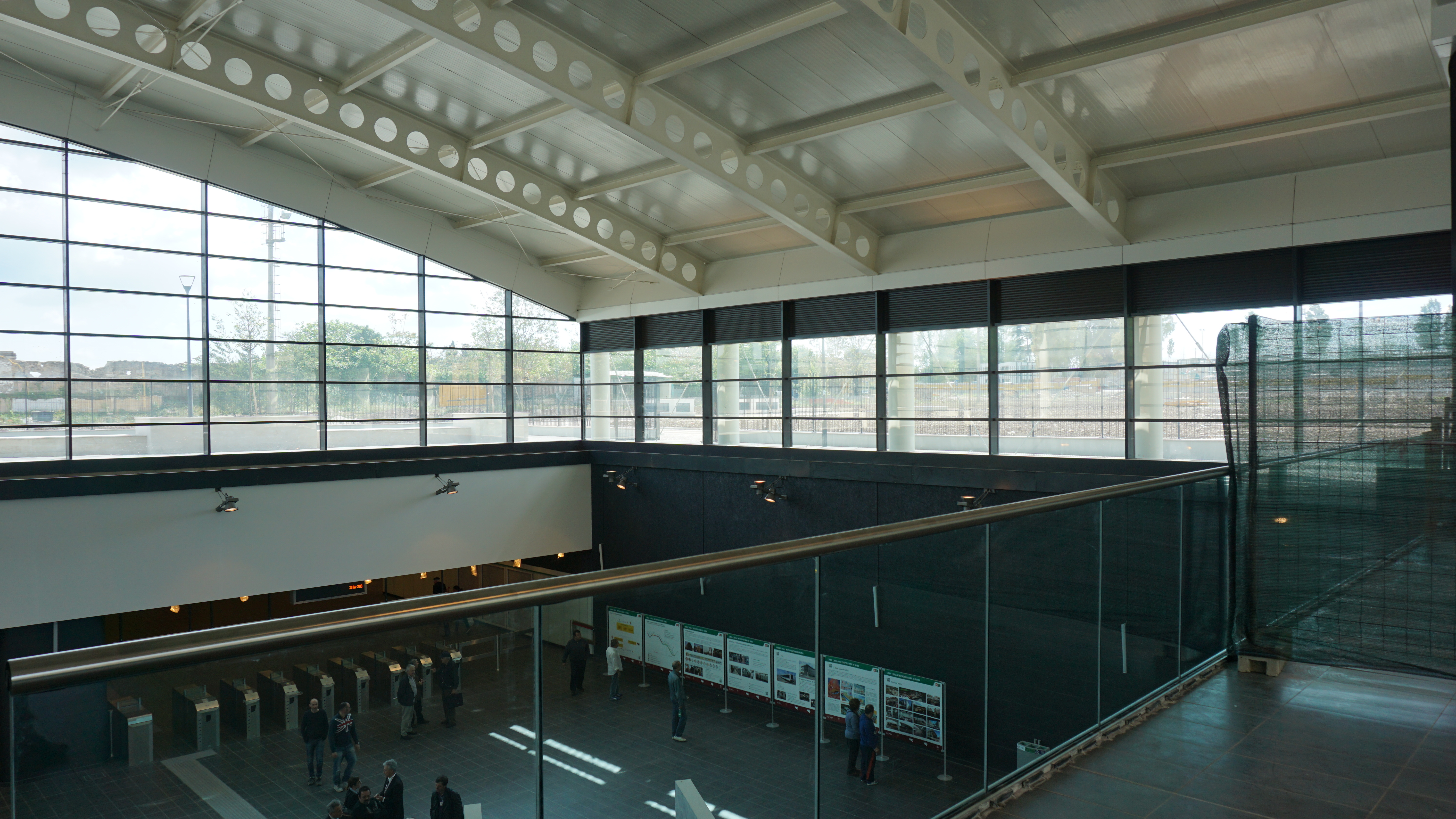
De verdeelhal
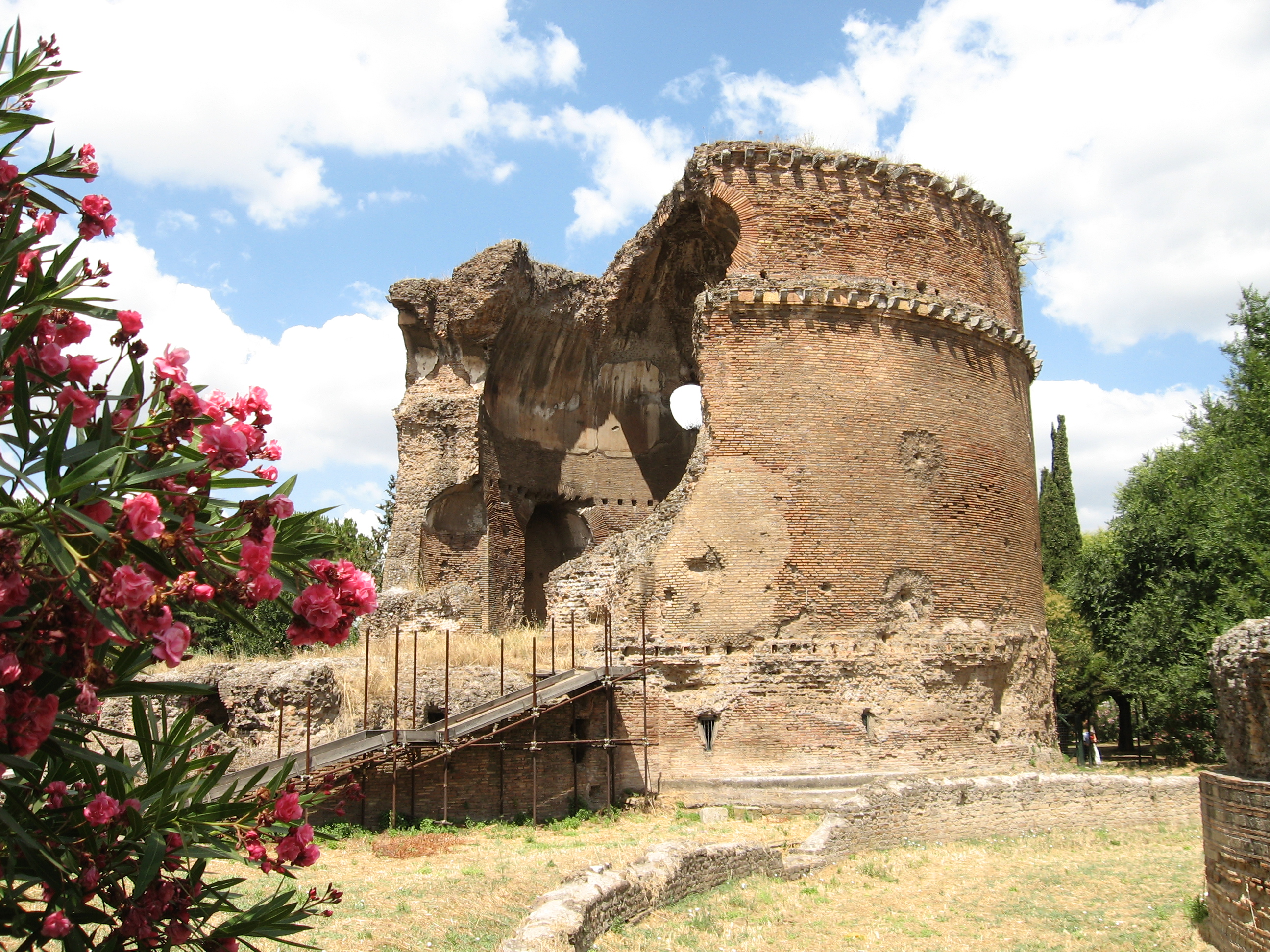
Het mausoleum van de Villa Gordiani

## Aanleg
De bouw van het station begon in de zomer van 2007 en in januari 2015 werd het opgeleverd. Bovengronds is het station aan de Via Teano bij het zuideinde van de Viale Partenope makkelijk te vinden door de imposante glazen bovenbouw. Hierdoor is de verdeelhal op niveau -1 verlicht door het zonlicht, de omvang maakt de hal ook geschikt voor culturele evenementen. Ondergronds heeft het station dezelfde gestapelde indeling als Bologna met twee perrons boven elkaar om later een conflictvrije splitsing mogelijk te maken. In de tunnelbuizen ten oosten van de perrons is de splitsing daadwerkelijk gebouwd maar de buizen naar het noorden zijn afgedicht en er zijn evenmin wissels gelegd. Ten westen van de perrons ligt een kruiswissel waarmee de metro's van tunnel kunnen wisselen. Tevens ligt daar een kopspoor om metro's uit het centrum te keren. De proefritten begonnen op 12 mei 2015 en op 29 juni 2015 ging de reizigersdienst van start.